# 핀란드 스피츠

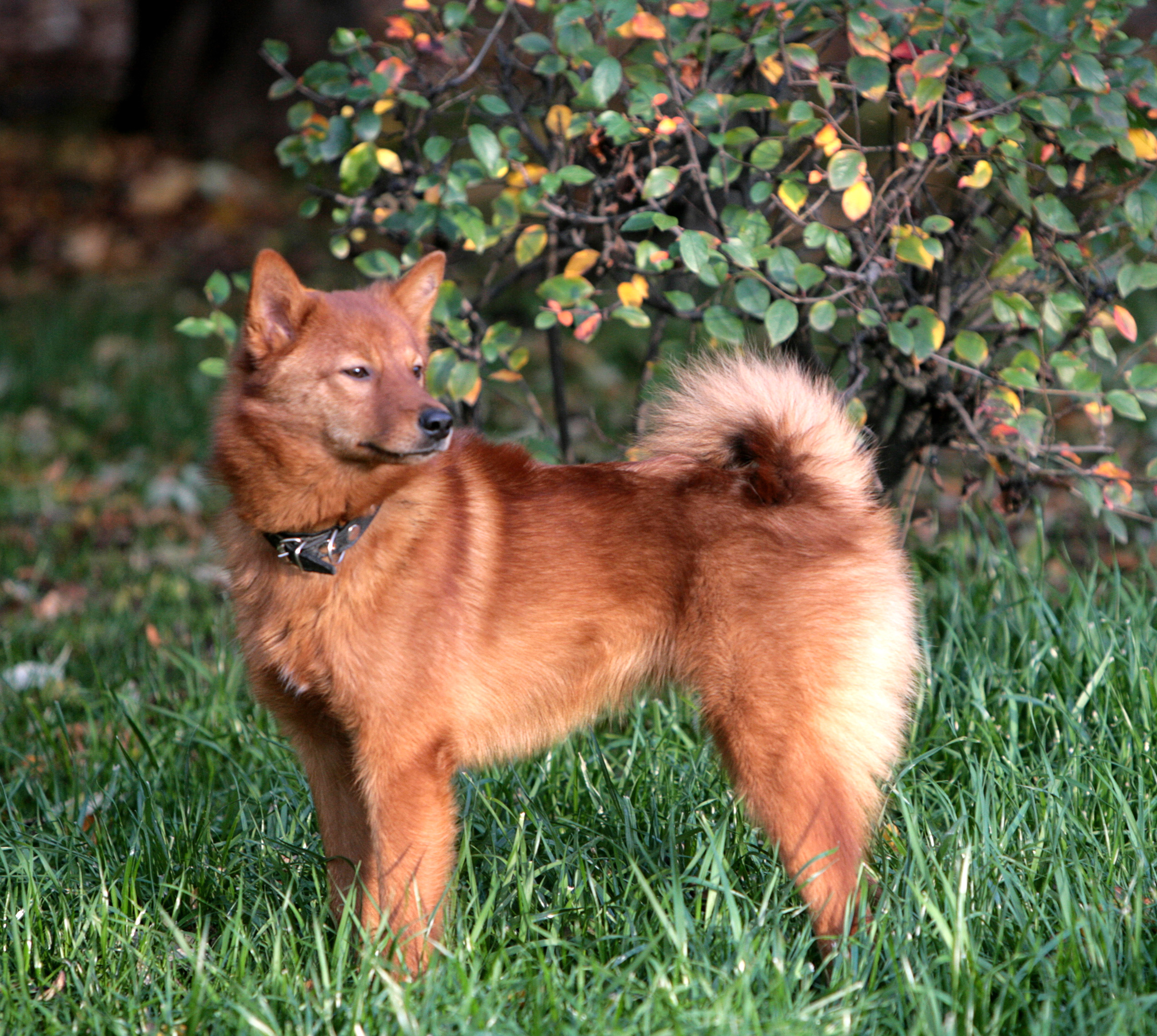

핀란드 스피츠(핀란드어: suomenpystykorva 수오멘퓌스튀코르바[*])는 핀란드 원산의 개 품종이다. 작게는 청설모에서 크게는 곰까지 사냥하기 위한 수렵견으로서 개량되었다.:316 사냥개로서 역할은 포인터로, 짖어서 사냥감의 존재를 엽사에게 알리고 사냥감의 주의를 자신에게 돌려 엽사가 사냥감에게 접근할 수 있게 한다. 원산지인 핀란드에서는 현재도 사냥개로 대부분 사용된다. 1979년 핀란드의 국견으로 지정되었다.